# 오카와촌 (아이치현 헤키카이군)
오카와촌(小川村)은 아이치현 헤키카이군에 설치되었던 촌이다. 현재의 안조시 님부에 해당한다.